# Notes sur quelques Plantes de France Critiques
Notes sur quelques Plantes de France Critiques (abreviado Notes Pl. Crit.) es un libro de botánica que fue escrito por el botánico y micólogo francés, Ernest Saint-Charles Cosson. Fue publicado en tres series en los años 1849-1852, con el nombre de Notes sur quelques Plantes de France Critiques, rares ou nouvelles et additions à la Flore des environs de Paris.